# Monts Sanuki
Les monts Sanuki (讃岐山脈, Sanuki-sanmyaku) sont une chaîne de montagnes qui court le long de la bordure méridionale de la préfecture de Kagawa et de la bordure septentrionale de la préfecture de Tokushima sur l'île de Shikoku au Japon.
Le sommet le plus élevé est le mont Ryūō (竜王山, Ryūō-zan) qui culmine à 1 060 m d'altitude.
Une partie des monts est incluse dans le parc naturel préfectoral Ōtaki-Ōkawa.

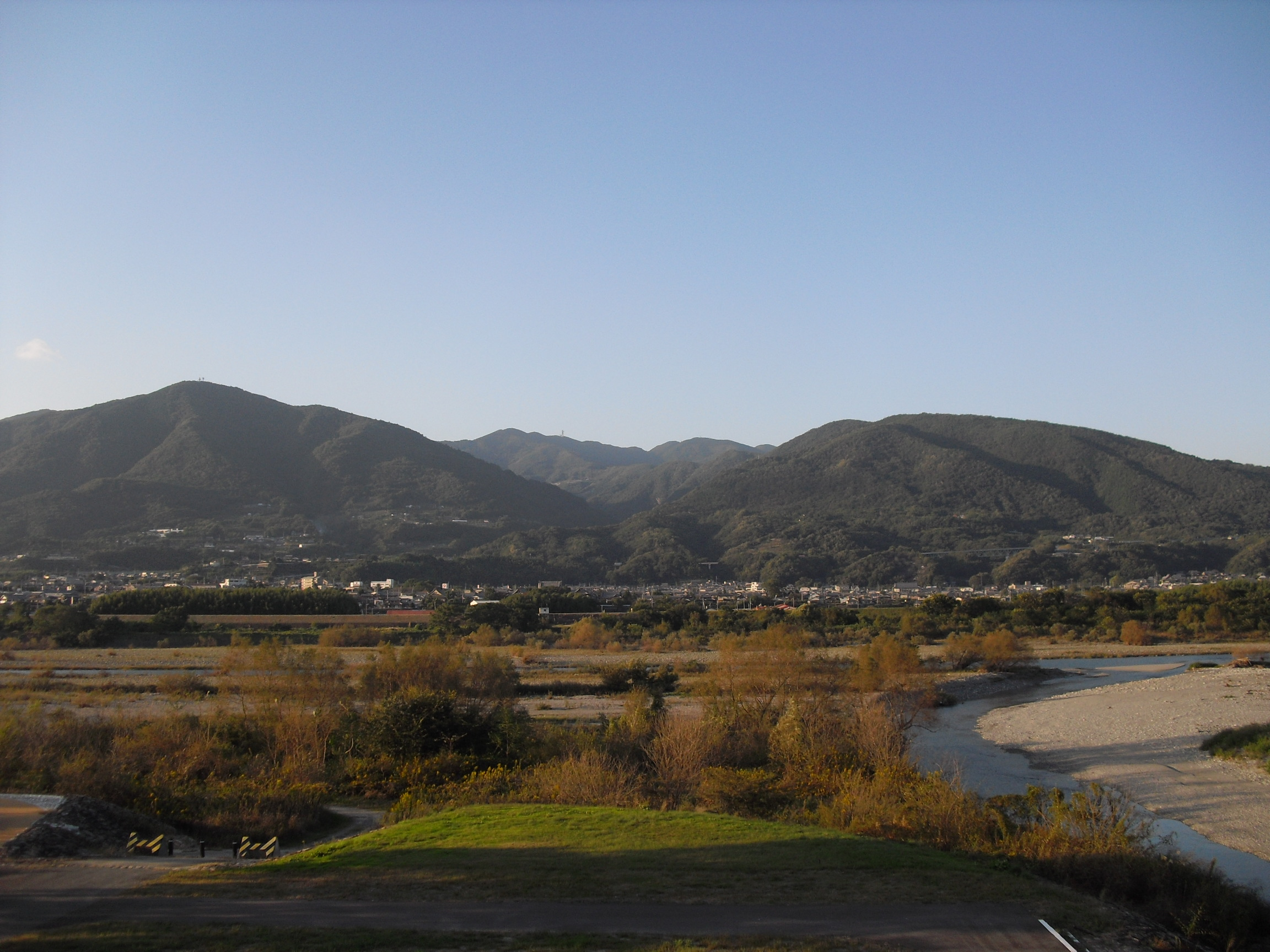
Le mont Ryūō dans la chaîne des monts Sanuki.